# 36 situations dramatiques
Les 36 situations dramatiques (em português, As 36 situações dramáticas) é o título de um ensaio e de uma teoria sobre poética teatral proposta pelo escritor francês Georges Polti em 1895 e segundo a qual, na cena teatral, só são possíveis 36 situações elementares, fundamentais ou básicas. Os trabalhos de Polti  inspiram-se em obras de Carlo Gozzi (1720-1806) e de Goethe (1749-1832).p.7  A crítica contemporânea considera o trabalho de Polti como à frente de sua época ou "protoestruturalista". 
Polti analisou textos gregos, além de obras francesas clássicas e contemporâneas. Ele também analisou um grupo de autores não franceses. Na introdução do seu livro, Polti afirma estar dando continuidade ao trabalho de Carlo Gozzi, que também identificou as 36 situações.
A teoria de Polti inspirou notadamente os manifestos do Oulipo e o trabalho de Étienne Souriau, mas este último, em sua obra Les Deux cent mille situations dramatiques, confunde deliberadamente uma situação dramática (que, de acordo com Polti, se desenvolve em várias ações) com as ações que a constituem. Para Souriau, abrir uma porta e fechá-la novamente, por exemplo, são duas situações dramáticas (e não duas ações constitutivas de uma mesma situação dramática). 
A roteirista e ensaísta Marie-France Briselance adaptou o tema do livro de Polti à escrita de roteiros para o cinema. Em Leçons de scénario - Les 36 situations dramatiques (2006) , ela analisa as situações tal como podem ser encontradas no cinema ou na televisão, usando exemplos de filmes antigos e recentes. Em sua opinião, uma situação dramática deve estar vinculada a um ou mais personagens, sendo até mesmo inseparável deles, tanto quanto os personagens são inseparáveis da situação:

"Situações dramáticas não devem ser confundidas com eixos dramáticos, temas ou assuntos, porque situações não se referem à história, mas sempre aos personagens (...) O qualificativo  'dramático' levou a muitos mal-entendidos, ao ser aplicado não aos personagens e seus arquétipos, mas às ações. Situações dramáticas não são ações; perseguir uma carruagem não é uma situação dramática, é uma ação. Mas o personagem que está no interior da carruagem e tenta escapar pode ser perseguido por um homem que quer vingar a esposa e o filho assassinados e que está sofrendo uma dor tão violenta que somente a realização da vingança o ajudará a superar a provação do luto. Envenenar o gato do vizinho que você odeia é uma peripécia, mas odiar sua mãe a ponto de matá-la é uma situação dramática."  p.16

## As 36 situações dramáticas de Georges Polti
1. Súplica. Um personagem em perigo implora a um poderoso ignorante que o livre de uma situação de perigo ou perseguição.
2. Liberação. Um personagem se propõe a salvar um outro ou vários outros.
3. Vingança de um crime. Um personagem vinga o crime de outro personagem, castigando-o. Exemplo: O Conde de Monte Cristo, de Alexandre Dumas e Auguste Maquet.
4. Vingança intrafamiliar. O parente culpado e os parentes vingativos entram em conflito, como no Hamlet de Shakespeare  .
5. Perseguição. Um personagem foge para salvar sua vida ou evitar uma punição injusta. Exemplo: Les Misérables, de Victor Hugo.
6. Desastre. Um desastre acontece ou acontecerá, como resultado das ações de um personagem.
7. Infortúnio ou desgraça. Um personagem sofre grandes perdas ou cai em desgraça. Exemplo: a figura bíblica de Jó
8. Rebelião ou revolta. Um personagem se rebela contra uma autoridade superior que exerce o poder de maneira cruel ou injusta. Exemplo: Júlio César de Shakespeare.
9. Empreendimento audacioso. Um personagem ousa tentar conseguir um objeto inatingível e se transforma em herói, ao vencer um adversário e dele tomar o objeto. Exemplo: O Senhor dos Anéis, de Tolkien, e a Demanda do Santo Graal.
10. Rapto ou sequestro. Um personagem sequestra outro, tirando-o do seu tutor, mas este, afinal, consegue resgatá-lo e é transformado em herói. Exemplo: Helena de Tróia.
11. Resolução de um enigma. Um personagem tenta resolver um problema, combinando logicamente os dados que coleta ou que são fornecidos por outro personagem. Exemplos: Édipo e a Esfinge; o personagem Sherlock Holmes.
12. Obtenção ou conquista. Um personagem principal tenta apoderar-se de algo muito valioso, que outros também desejam, instaurando-se uma querela. Exemplo: o pomo da discórdia.
13. Inimizade ou ódio entre parentes. Dois parentes que se odeiam conspiram juntos. Exemplo: As You Like It, de Shakespeare.
14. Rivalidade  entre parentes. Um personagem quer atingir a situação invejável de seu parente. Exemplo: Wuthering Heights, de  Emily Brontë.
15. Adultério homicida. Dois adúlteros conspiram para matar o cônjuge traído. Exemplos: Clitemnestra, Egisto e  Double Indemnity (filme de Billy Wilder, 1944).
16. Loucura. Um louco comete crimes. Exemplo: The Shining, novela de Stephen King.
17. Imprudência fatal. Um personagem, por negligência ou ignorância, comete um erro fatal. Exemplo: They Died with Their Boots On (1941), filme de Raoul Walsh.
18. Incesto involuntário. Amores transgressivos entre familiares não reconhecidos. Exemplo: Édipo e Jocasta.
19. Assassinato de um parente não reconhecido. Um personagem mata alguém sem saber que era seu parente. Edipo e Laio, por exemplo.
20. Sacrifício por um ideal. Um personagem oferece sua vida por um ideal.
21. Sacrifício pela família. Um personagem sacrifica uma pessoa ou coisa pela família.
22. Sacrifício por uma paixão. Um personagem apaixonado sacrifica uma pessoa ou coisa em favor do objeto de sua paixão, que logo se perde para sempre.
23. Necessidade de sacrificar os seus, em nome do dever. Um personagem prejudica um ente querido por um ideal superior.
24. Rivalidade entre inferior e superior ou competição desigual. Um rival superior mais forte, mais apto ou com mais recursos vence um rival inferior e consegue obter o objeto da rivalidade.
25. Engano ou adultério. Dois adúlteros conspiram contra um cônjuge enganado.
26. Crimes de amor. Um amante e sua amada rompem um tabu ao iniciar uma relação romântica. Exemplo: de Siegmund, sua irmã gêmea Signy (ou Sieglinde) concebe incestuosamente o herói Siegfried, em A Valquíria, de Richard Wagner.
27. Descobrimento da desonra de um ente querido. O descobridor revela o ato reprovável cometido pelo culpado.
28. Amores  frustrados por causa externa.  Dois amantes se defrontam com um obstáculo externo. Exemplo: Romeu e Julieta de Shakespeare, cujo amor é obstaculizado pela família e pela sociedade.
29. Amar o inimigo. O personagem que ama e o personagem que odeia o inimigo ou inimiga, embora aliados, têm atitudes diametralmente opostas em relação ao inimigo ou inimiga.
30. Ambição. Uma pessoa ambiciosa busca o objeto que cobiça, e um adversário se opõe. Exemplo: Macbeth de Shakespeare. O anti-herói dispõe-se a fazer qualquer coisa para satisfazer sua ambição, inclusive aviltar-se.
31. Conflito com um deus. Um personagem está disposto a enfrentar um deus ou a Deus para satisfazer sua ambição, instaurando-se um conflito. Exemplos: Atena e Aracne; Prometeu; Jacó e o Anjo.
32. Ciúmes equivocados. Desprezo e ciúme levam um personagem a cometer atos lamentáveis. Exemplo: Otelo, de Shakespeare.
33. Erro judicial. Um personagem é injustamente acusado de cometer um delito, por um personagem que se equivoca e que é vítima do verdadeiro autor do erro.
34. Remorso. Consumido pela culpa, um personagem se atormenta.
35. Reencontro com alguém perdido. Depois de uma longa ausência, os personagens se reencontram ou se reconhecem. Exemplo: [[[Un long dimanche de fiançailles (filme)|Un long dimanche de fiançailles]], filme de Jean-Pierre Jeunet.
36. Luto por um ente querido. Um assassinato é presenciado por um parente da vítima.